# Oppomorus noduliferus
Oppomorus noduliferus is een slakkensoort uit de familie van de Muricidae. De wetenschappelijke naam van de soort is voor het eerst geldig gepubliceerd in 1829 door Menke.